# Paral·lel 34° sud
El paral·lel 34° sud és una línia de latitud que es troba a 34 graus sud de la línia equatorial terrestre. Travessa l'oceà Atlàntic, l'Àfrica, l'Oceà Índic, l'Australàsia, l'Oceà Pacífic i Amèrica del Sud.
En aquesta latitud el sol és visible durant 14 hores, 28 minuts durant el solstici d'hivern i 9 hores, 50 minuts durant el solstici d'estiu.

## Geografia
En el sistema geodèsic WGS84, al nivell de 34° de latitud sud, un grau de longitud equival a 92,385 km; la longitud total del paral·lel és de 33.259 km, que és aproximadament 83,0% de la de l'equador, del que es troba a 3.764 km i a 6.238 km del pol Sud

## Arreu del món
A partir del Meridià de Greenwich i cap a l'est, el paral·lel 34° sud passa per: 
| Coordenades                               | País. Territori o mar | Notes |
| ----------------------------------------- | --------------------- | --- |
| 34° 0′ S, 0° 0′ E / 34.000°S,0.000°E      | Oceà Atlàntic         | |
| 34° 0′ S, 18° 20′ E / 34.000°S,18.333°E   | Sud-àfrica            | Cap Occidental – passa a través de Ciutat del Cap (34° 0′ S, 18° 33′ E / 34.000°S,18.550°E) |
| 34° 0′ S, 23° 30′ E / 34.000°S,23.500°E   | Oceà Índic            | |
| 23° 45′ S, 18° 20′ E / 23.750°S,18.333°E  | Sud-àfrica            | Cap Oriental |
| 34° 0′ S, 24° 56′ E / 34.000°S,24.933°E   | Oceà Índic            | Badia St Francis |
| 23° 45′ S, 25° 19′ E / 23.750°S,25.317°E  | Sud-àfrica            | Cap Oriental – passa al sud de Port Elisabeth (a 33° 57′ S, 25° 36′ E / 33.950°S,25.600°E) |
| 34° 0′ S, 25° 41′ E / 34.000°S,25.683°E   | Oceà Índic            | |
| 34° 0′ S, 115° 0′ E / 34.000°S,115.000°E  | Austràlia             | Austràlia Occidental |
| 34° 0′ S, 119° 48′ E / 34.000°S,119.800°E | Oceà Índic            | |
| 34° 0′ S, 122° 6′ E / 34.000°S,122.100°E  | Austràlia             | Austràlia Occidental – Cape Le Grand |
| 34° 0′ S, 122° 17′ E / 34.000°S,122.283°E | Oceà Índic            | |
| 34° 0′ S, 123° 10′ E / 34.000°S,123.167°E | Austràlia             | Austràlia Occidental – Cape Arid |
| 34° 0′ S, 123° 13′ E / 34.000°S,123.217°E | Oceà Índic            | Gran Badia Australiana |
| 34° 0′ S, 135° 15′ E / 34.000°S,135.250°E | Austràlia             | Austràlia Meridional – Península d'Eyre |
| 34° 0′ S, 136° 29′ E / 34.000°S,136.483°E | Golf de Spencer       | |
| 34° 0′ S, 137° 32′ E / 34.000°S,137.533°E | Austràlia             | Austràlia Meridional Nova Gal·les del Sud – des de 34° 0′ S, 141° 0′ E / 34.000°S,141.000°E, passa al sud de Sydney (a 33° 51′ S, 151° 12′ E / 33.850°S,151.200°E)                                  |
| 34° 0′ S, 151° 15′ E / 34.000°S,151.250°E | Oceà Pacífic          | Passa al nord de les illes dels Tres Reis, Nova Zelanda (at 34° 8′ S, 172° 8′ E / 34.133°S,172.133°E) · passa al sud de l'illa Alexander Selkirk, Xile (a 33° 49′ S, 80° 47′ O / 33.817°S,80.783°O) |
| 34° 0′ S, 71° 54′ O / 34.000°S,71.900°O   | Xile                  | Regió d'O'Higgins Regió Metropolitana de Santiago Regió d'O'Higgins Regió Metropolitana de Santiago Regió d'O'Higgins Regió Metropolitana de Santiago                                               |
| 34° 0′ S, 69° 51′ O / 34.000°S,69.850°O   | Argentina             | Província de Mendoza Província de San Luis Província de Córdoba Província de Santa Fe Província de Buenos Aires Entre Ríos                                                                          |
| 34° 0′ S, 58° 22′ O / 34.000°S,58.367°O   | Uruguai               | passa a través de Laguna Negra (a 34° 0′ S, 53° 41′ O / 34.000°S,53.683°O) |
| 34° 0′ S, 53° 31′ O / 34.000°S,53.517°O   | Oceà Atlàntic         | |